# Greg Fisch
Greg Fisch, en amerikansk astronom.
Minor Planet Center listar honom som G. Fisch och som upptäckare av 1 asteroid.

## Asteroider upptäckta av Greg Fisch
| 6525 Ocastron [A]                         | 20 september 1992 |
| Upptäckt tillsammans med: A Jack B. Child |                   |